# Watermolenwijk
De Watermolenwijk is een wijk in de gemeente Belsele, een deelgemeente van Sint-Niklaas in Oost-Vlaanderen.
De buurt omvat de Watermolenstraat/Watermolendreef en haar zijstraten. De Watermolenstraat/Watermolendreef loopt westwaarts naar de N41. Oostwaarts komt ze uit op de N403. De zuidgrens van de buurt wordt gevormd door de Sint-Niklase ringweg, de R42. Het gebied is tamelijk bebouwd met huizen. De wijk ligt gedeeltelijk op het grondgebied van de deelgemeente Belsele. De wijk is vergroeid met de Sint-Niklase stadskern. 

## Bezienswaardigheden
In de wijk lag de heerlijkheid van Paddeschoot, waarvan het feodaal hof gevestigd was in een omwalde hofstede: het Paddeschoothof. In de wijk is ook een kerk gebouwd, de Pastoor van Arskerk. Het voetbalstadion Puyenbeke is hier ook gelokaliseerd. 
Deelgemeenten: Belsele · Nieuwkerken-Waas · Sinaai · Sint-Niklaas

Overige plaatsen en wijken: Baenslandwijk · Clementwijk · Dillaertwijk · Driegaaien · Driekoningenwijk · Drielinden · Duizend Appels · Eindeken · Elisabethwijk · Fabiolawijk · Godschalk · Hertjen · Hoogkameren · Kettermuit · Kletterbos · Krekel · Molenwijk · Ossenhoek · Patotterij · Populierenwijk · Priesteragiewijk · Puivelde · Stationswijk · Ster · Tereken · Valk · Vlijminckshoek · Vossekot · Vosselwijk · Watermolenwijk · Westakkers · Wijnveld · Zwaanaarde

Belgische gemeenten · Arrondissement Sint-Niklaas · Oost-Vlaanderen · Vlaanderen